# Ice Age Adventure
Ice Age Adventure was een dark water ride in het Duitse attractiepark Movie Park Germany.
Tijdens de darkride voer je met je bootje door een ijslandschap langs de personages van de film Ice Age. Tijdens de attractie vond ook één afdaling plaats die een grote waterplons veroorzaakt. De animatronics in de attractie praten alleen in het Duits. Vroeger heette deze attractie Looney Tunes Adventure, toen Movie Park overgenomen werd door Starparks werd het thema veranderd in Ice Age Adventure.
Vanaf 2017 is de attractie gesloten om technische redenen. In 2018 en 2019 werd de locatie gebruikt als halloweenspookhuis. Vervolgens werd deze vervangen door de achtbaan Movie Park Studio Tour, geopend in 2021.
Lijst van attracties in Movie Park Germany · Police Academy Stunt Show · afbeeldingen
Huidige attracties: Avatar Air Glider ·
Backyardigans Mission to Mars · The Bandit · Bermuda Triangle - Alien Encounter · Crazy Surfer · Dora's Big River Adventure · Fairy World Spin ·
Ghost Chasers · Jimmy Neutron's Atomic Flyer · MP Xpress · Excalibur - Secrets of the Dark Forest · NYC Transformer · Roxy · Side Kick · SpongeBob Splash Bash · Star Trek: Operation Enterprise · The High Fall · The Lost Temple · Time Riders · Van Helsing's Factory
Voormalige attracties: Batman Adventure · Cop Car Chase · Danny Phantom Ghost Zone · Gremlins Invasion · Ice Age Adventure · Josie's Bath House · Looney Tunes Adventure · Studio Tour · Unendliche Geschichte · Mystery River
Themagebieden: Federation Plaza · Hollywood Street Set · Nickland · Santa Monica Pier · Streets of New York · The Old West